# Tocco da Casauria
Tocco da Casauria ([ˈtwːəkkə] in dialetto locale; fino al 1862 Tocco) è un comune italiano di 2 343 abitanti della provincia di Pescara in Abruzzo.
Il paese sorge su un colle, dentro la parte occidentale della Val Pescara nella Conca (o Area) Casauriense, ed è costeggiato dalla SS 5 Via Tiburtina Valeria e dalla ferrovia Roma-Sulmona-Pescara.
Risalente al medioevo, si è costituito in villaggio nel 1024 intorno al Castello Caracciolo, tuttavia le prime notizie che si hanno su Tocco risalgono alla prima metà dell'800. In età antica, nelle vicinanze dell'attuale centro abitato, era presente un insediamento pre-romano di probabile origine peligna chiamato Interpromium.

## Geografia fisica

### Territorio
Il comune è situato alle falde del monte Morrone, ad un'altitudine di 356 m s.l.m. nell'Area Casauriense della Val Pescara ed il suo territori è attraversato dal fiume Pescara, sul quale è situata una centrale idroelettrica, e del torrente Arolle. Ad est, al confine col territorio del comune di Popoli Terme, vi sono le Gole di Tremonti. Nel territorio comunale è presente parte del Monte Rotondo.
L'altitudine minima raggiunta dal territorio comunale è di 170 m s.l.m. mentre la massima è di 1725 m s.l.m.

### Clima
| Mese                | Mesi | Mesi | Mesi | Mesi | Mesi | Mesi | Mesi | Mesi | Mesi | Mesi | Mesi | Mesi | Stagioni | Stagioni | Stagioni | Stagioni | Anno  |
| Mese                | Gen  | Feb  | Mar  | Apr  | Mag  | Giu  | Lug  | Ago  | Set  | Ott  | Nov  | Dic  | Inv      | Pri      | Est      | Aut      | Anno  |
| ------------------- | ---- | ---- | ---- | ---- | ---- | ---- | ---- | ---- | ---- | ---- | ---- | ---- | -------- | -------- | -------- | -------- | ----- |
| T. max. media (°C)  | 13   | 13   | 16   | 18   | 23   | 27   | 30   | 31   | 26   | 22   | 17   | 13   | 13       | 19       | 29,3     | 21,7     | 20,8  |
| T. min. media (°C)  | 4    | 4    | 6    | 8    | 13   | 17   | 19   | 20   | 16   | 13   | 9    | 5    | 4,3      | 9        | 18,7     | 12,7     | 11,2  |
| Precipitazioni (mm) | 37   | 35,3 | 28,8 | 30,8 | 18,9 | 11,2 | 3,6  | 13,1 | 27,4 | 34,3 | 57,9 | 45,1 | 117,4    | 78,5     | 27,9     | 119,6    | 343,4 |

Fonte

## Origini del nome
Dopo la Proclamazione del Regno d'Italia del 1861 si presentò il problema di dover dare una denominazione al Comune di Tocco per distinguerlo da un omonimo comune in Provincia di Benevento. In una seduta del consiglio comunale del 26 novembre 1862 se ne discusse e furono varate proposte dai consiglieri. Furono proposti come nome "Tocco di Abruzzo" approvato da 6 voti contro 1 e "Tocco Tremonti"; alla fine la scelta per la decisione sul nuovo nome fu affidata al prefetto che stabilì il nome di "Tocco Casauria" per «tradizioni storiche del famoso e vicino tempio di Casauria».

## Storia
Tocco da Casauria lega le sue origini ad un insediamento italico ritenuto dagli storici di probabile origine peligna, un pagus chiamato Interpromium, il quale era situato nell'attuale territorio comunale di Tocco sul fondovalle della Val Pescara dove passava la Via Tiburtina Valeria nei pressi del pianoro con l'attuale chiesa della Madonna degli Angeli. Si ritiene che la sua scomparsa fu causata da calamità naturali come terremoti o alluvioni, tuttavia la zona dell'antico insediamento fu continuata ad essere abitata fino al primo medioevo.
La fonte medioevale più importante che riporta vicende su Tocco è Chronicon Casauriense redatto dai monaci dell'Abbazia di San Clemente a Casauria. Il Chronicon cita Tocco per la prima volta nell'872 come curtis sotto la giurisdizione dell'Abbazia di San Clemente e questo insediamento nel IX secolo iniziò ad acquisire sempre più rilevanza rispetto agli insediamenti di fondovalle. La nascita del paese di Tocco è legata al processo di incastellamento con cui signori locali ed ecclesiastici cercavano di ottenere maggiore potere e controllo dei territori, il territorio di Tocco in particolare fu oggetto di contese tra signori rurali di origine germanica e la vicina Abbazia di San Clemente a Casauria.
Questa contesa iniziò nella prima metà del X secolo quando il potere dell'Abbazia fu indebolito dal fatto che venne distrutta da un'incursione saracena e franco chiamato Lupo, figlio di un ufficiale dell'imperatore Ottone III di Sassonia, ne approfittò per iniziare a usurpargli dei territori nella zona di Tocco. Questa contesa tra l'Abbazia, Lupo e i suoi discendenti, che causò anche uno scontro armato nel 1019, andò avanti per decenni e si risolse con una vittoria de facto per i discendenti del franco. Dal XIII secolo si andò sviluppando in muratura il centro urbano intorno ai due edifici più importanti dell'insediamento, la chiesa di Sant'Eustachio Martire e il castello. In quel periodo il controllo di Tocco passò a Matteo Matteo de Plexiaco, signore di Manoppello e Pescosansonesco.
In età moderna il controllo di Tocco passò dai Caracciolo ai d'Afflitto, e fu un membro di quest'ultima famiglia, Ferrante d'Afflitto, a lasciare un rilevante segno nella storia di Tocco in quanto durante il '600 egli realizzò varie opere importanti, come il convento e chiesa di Sant'Antonio da Padova e i restauri della chiesa della Madonna delle Grazie e della chiesa di Sant'Eustachio Martire. Successivamente, sempre durante il '600, il controllo di Tocco andò invece alla famiglia Pinelli che governò il paese per secoli fino all'Unità d'Italia.
L'invasione francese di Napoli del 1806 segnò Tocco poiché con le soppressioni napoleoniche degli ordini religiosi e la chiusura dei conventi, il convento dei domenicani fu dapprima usato come caserma militare ma nel 1814 venne ceduto al Comune di Tocco che lo utilizzò come sede del municipio fino al 2009, quando il terremoto dell'Aquila lo ha reso inagibile.
Nel periodo risorgimentale, sulla scia dei tumulti scoppiati nel Regno e in Abruzzo nel 1848, a Tocco i contadini organizzarono una rivolta per il 20 marzo, giorno della festa del santo patrono (Sant'Eustachio), ma essa si risolse in un fallimento per via del mancato appoggio della popolazione e soprattutto perché le autorità si prepararono adeguatamente in quanto furono avvertite in anticipo dal poeta toccolano Domenico Stromei. Nel 1860 durante la Spedizione dei Mille scoppiarono tumulti in paese e quando Vittorio Emanuele II di Savoia entrò nel territorio del Regno delle Due Sicilie per incontrare Garibaldi in Campania,  attraversando l'Abruzzo il 19 ottobre, partendo da Chieti diretto verso Popoli Terme, passò sul territorio di Tocco nella frazione dei Francoli lungo la Via Tiburtina Valeria dove fu acclamato da una folla festante.
In seguito all'Unità, Tocco dovette risolvere il suo caso di omonimia con un comune in Campania cambiando nome da "Tocco" a "Tocco da Casauria", e dovette risolvere anche un contenzioso col Comune di Salle in merito al possesso di una zona di territorio, lo "Stazzo di Carnevale", tra i due Comuni. Nel 1863 a Tocco iniziò l'estrazione di petrolio con un sistema a perforazione meccanica (primo caso in Italia) e nel 1870 fu completata la costruzione del Palazzo Toro che fu utilizzato per la produzione del Centerbe.

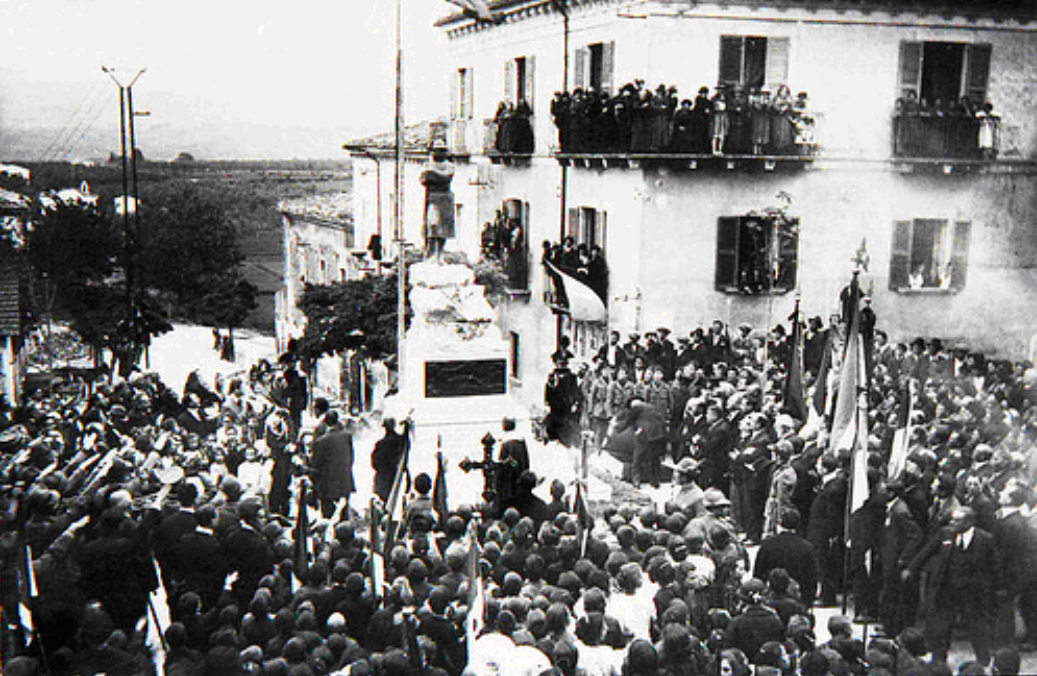
Inaugurazione del monumento ai caduti, 20 maggio 1923

Durante il fascismo vi furono la realizzazione di importanti opere pubbliche come la costruzione del primo edificio scolastico del paese ed il restauro di diverse chiese ed aree pubbliche, il paese si andò particolarmente sviluppando nella zona di Via Roma. Durante la seconda guerra mondiale Tocco, trovandosi a nord della Linea Gustav, fu occupato dai tedeschi e subì due bombardamenti da parte dagli Alleati, una volta nella sua centrale idroelettrica lungo il fiume Pescara ed una volta nel centro abitato. I tedeschi si ritirarono da Tocco il 9 giugno 1944 ed il giorno dopo le forze alleate entrarono in paese.
Nel dopoguerra il centro abitato di Tocco subì importanti cambiamenti soprattutto nel 1960 quando furono abbattute varie case storiche sulla salita di Porta del Borgo verso il Colle, nella stessa zona fu abbattuta anche la fontana con l'obelisco dedicato a Giordano Bruno, furono inoltre demoliti edifici religiosi: la chiesa vicina alla chiesa di Sant'Eustachio la chiesa di Santa Liberata nell'attuale Via Santa Liberata.

### Simboli
La città ha come segno distintivo uno stemma araldico raffigurante una torre sormontata da una stella, sul lato sinistro della torre vi è la lettera T, a destra la lettera O.
Lo stemma civico attuale si ispira a quello antico, la cui raffigurazione più vecchia ad oggi pervenuta è quella posta sul portale della chiesa della Madonna delle Grazie; esso risale al secolo XVII (più precisamente tra gli anni 1600 - 1610), è scolpito in pietra bianca e la sua grandezza è 79x50 cm.

## Monumenti e luoghi d'interesse

### Architetture religiose
Chiesa di San Rocco
Situata in Via Rovetone, è dedicata San Rocco di Montpellier e risale al 1610. L'edificio è stato costruito in tufo con pianta rettangolare ad aula. Le facciate anteriore e destra sono intonacate e dipinte in bianco, mentre le altre sono in tufo scoperto. L'interno è costituito da una volta a botte.

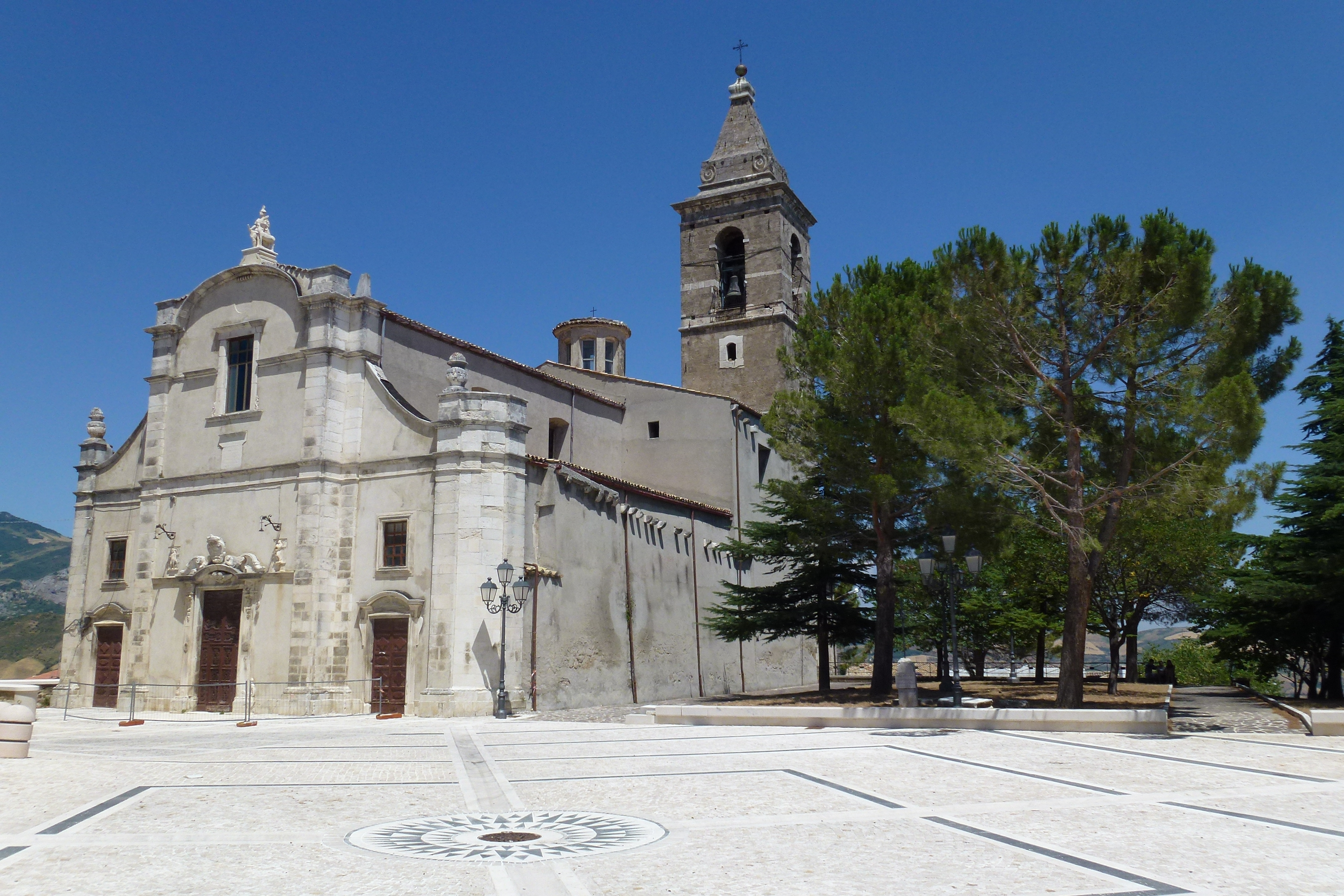
Chiesa di Sant'Eustachio Martire
Situata nel centro storico, vicino al Castello Caracciolo, è la chiesa più importante di Tocco. Il documento più antico che cita la chiesa è il Chronicon Casauriense, e porta la data del 1º luglio 1169. La chiesa fu distrutta nel terremoto della Maiella del 1706 e subito dopo ricostruita in stile settecentesco. Il 13 gennaio 1915 il terremoto della Marsica distrusse la sagrestia e lesionò il campanile. Nel 2009 il terremoto dell'Aquila ha reso la chiesa inagibile. L'edificio è a pianta rettangolare con tre navate interne e la facciata in pietra bianca è di stile barocca.

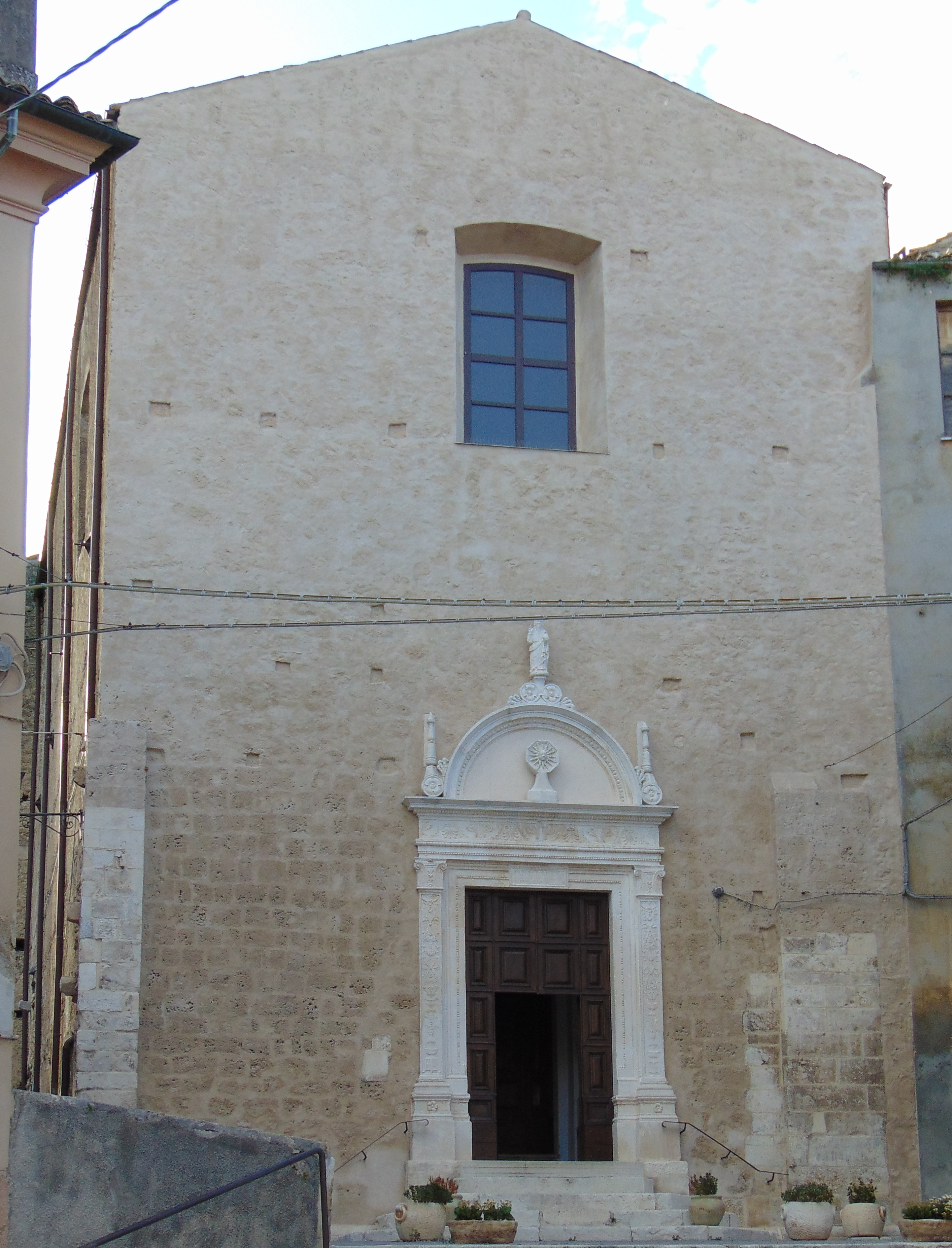
Chiesa di San Domenico
Situata in via San Domenico e affacciata su via Ramai, fu costruita inizialmente nel 1317 dedicata a San Francesco insieme ad un convento e gestita dai francescani. Successivamente fu chiusa nel 1653 per poi venire distrutta dal terremoto del 1706. Il terremoto distrusse anche la chiesa in cui risiedevano domenicani e loro decisero però di ricostruire quella chiesa di San Francesco per stabilirvisi e dedicarla a san Domenico. La struttura è a croce latina con una sola navata centrale e con atrio, transetto (con una cupola al centro), crociera e coro.Sono presenti sagrestia, una cappella ed una stanza oggi adibita a museo. L'originaria struttura trecentesca era adiacente ad un convento non più esistente e conserva ancora diversi elementi dell'originaria struttura medioevale.
Chiesa della Madonna degli Angeli
È situata sull'odierna Via Madonna degli Angeli, vicino al bivio tra la Strada statale 5 Via Tiburtina Valeria e la strada e Torre de' Passeri. La struttura è a muro portante ed all'interno è a pianta rettangolare con impianto ad aula. La data 1677 è scolpita sopra l'architrave in pietra antistante la porta di entrata e potrebbe indicare la data di fondazione o di restauro della chiesa.
Convento dei Cappuccini e chiesa di Sant'Antonio da Padova ai Cappuccini
Situato in Largo Luigi Menna, fu costruito assieme ad una chiesa per i frati minori cappuccini, l'edificio risale fra la fine del XVI e gli inizi del XVII secolo. La chiesa annessa al convento fu dedicata a Sant'Antonio da Padova e consacrata nel 1621. Il convento oggi è inagibile e la chiesa stata chiusa dopo il terremoto dell'Aquila del 2009. La facciata della chiesa (decorata con affreschi) ha un portico con quattro archi a tutto sesto fatti in tufo. La chiesa ha una navata con la facciata rivolta verso ovest, al suo interno vi sono due volte a crociera. A destra ci sono due cappelle, una dedicata a Sant'Antonio da Padova mentre l'altra alla Madonna del Carmine.

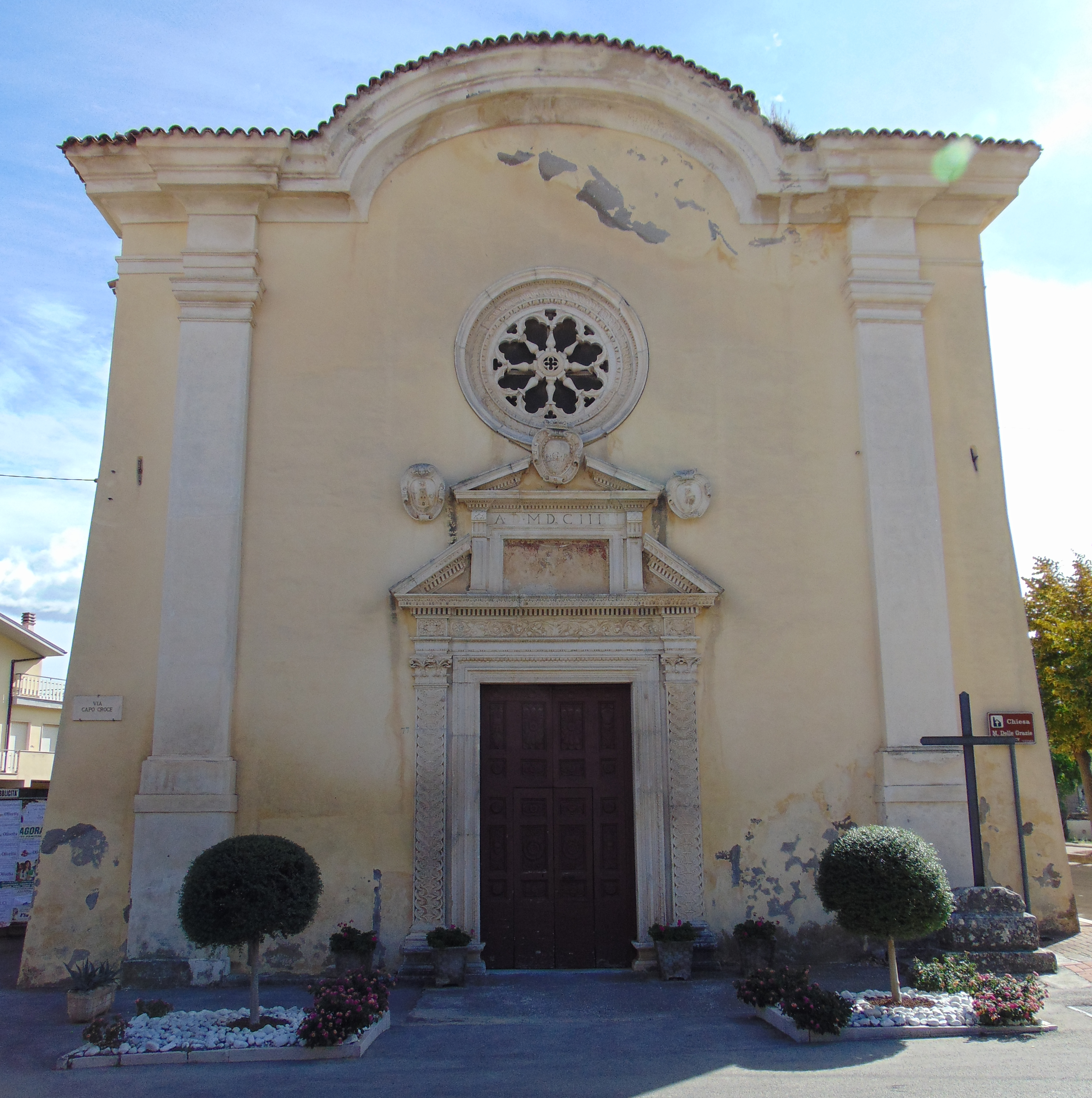
Chiesa della Madonna delle Grazie
Inizialmente costruita come oratorio fuori dalle mura del paese per ospitare i domenicani, fu poi convertito in chiesa fra la seconda metà del '400 e gli inizi del '500; Risale tra XV e XVI secolo. All'esterno la chiesa è principalmente di colore giallo, con alcuni elementi bianchi. Dispone di un piccolo campanile con una sola cella campanaria. La facciata principale è composta da un portale (con architrave e rosone) che risale al 1605. Vi sono anche 2 lesene bianche. Sull'architrave sono presenti tre stemmi ovaliformi del XVII secolo uno dei quali è la più antica rappresentazione dello stemma comunale di Tocco.
Convento di Santa Maria del Paradiso
La sua data di fondazione è incerta, tuttavia è confermato che esistesse già nel 1412. Il terremoto dell'Italia centro-meridionale del 1456 lo distrusse nel 1466 fu dato il permesso da papa Paolo II per la ricostruzione e l'insediamento dell'Ordine dei Frati Minori della Regolare Osservanza. Fu quindi riedificato a spese dei cittadini toccolani e completato nel 1470 con il nome di "Santa Maria del Paradiso", nello stesso anno vi si insediò l'Ordine.

### Architetture civili

Palazzo Toro
Situato lungo Corso Garibaldi, fu fatto erigere intorno alla metà dell'Ottocento e completato nel 1870 come abitazione per la famiglia Toro e fabbrica per produrre il liquore centerbe; è tuttora proprietà della famiglia Toro. Durante il terremoto dell'Aquila del 2009 il palazzo è rimasto danneggiato oggi completamente restaurato. L'edificio è a pianta rettangolare ed è composto da due piani. Le sale furono affrescate dal pittore toccolano Francesco Paolo Michetti in stile ottocentesco napoletano.
Casa Michetti
La casa natale di Francesco Paolo Michetti fu l'abitazione del pittore toccolano da bambino, è stata successivamente trasformata in museo nel 1954. L'edificio in stile liberty, risalente XIX secolo, è composto da tre piani, con finestre e portale rivestiti in pietra bianca.

### Architetture militari

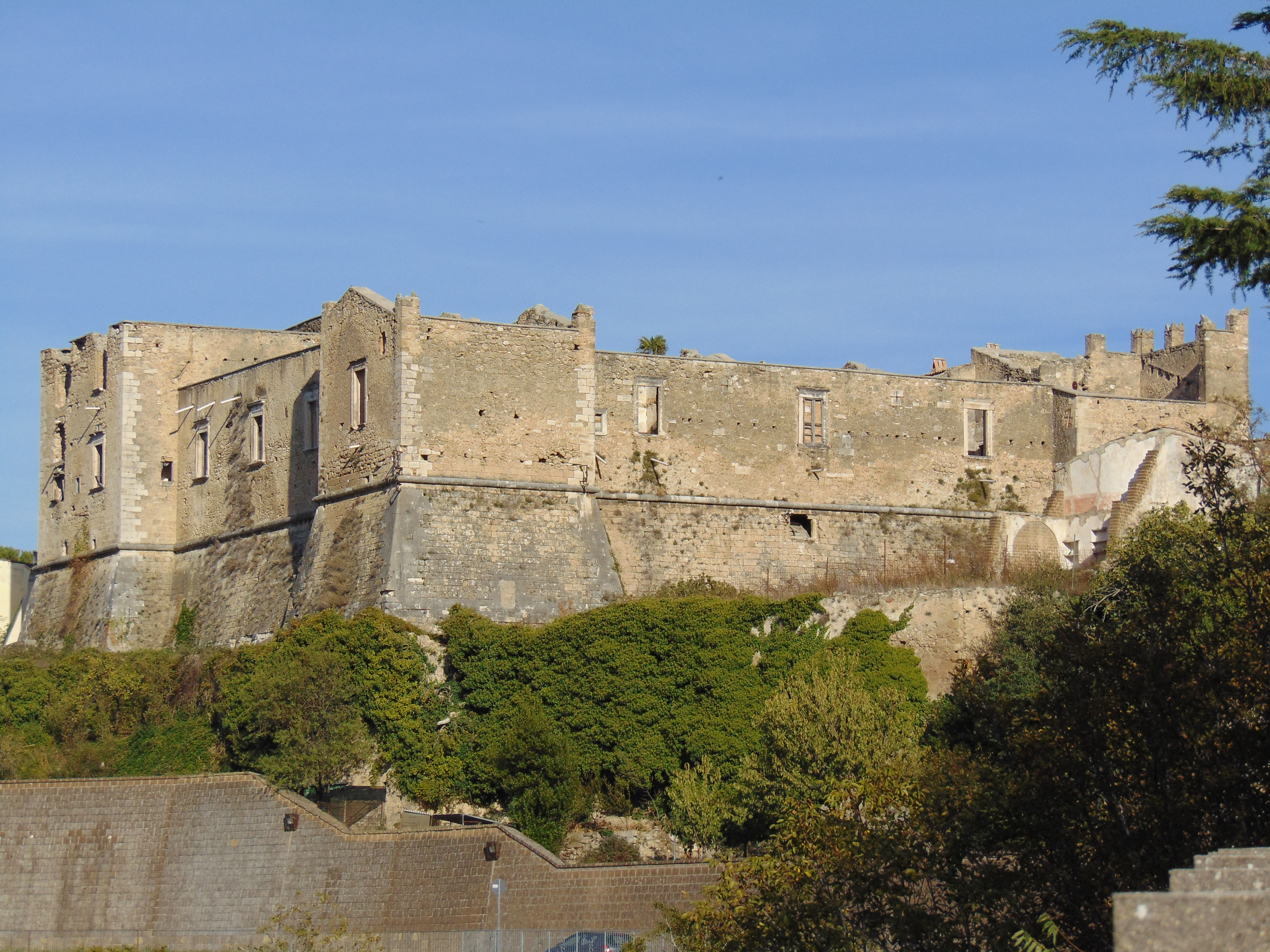
Castello Caracciolo
È un castello d'origine medievale situato nel centro storico. Fatto erigere fra il 1000 ed il 1100 fu danneggiato dal terremoto dell'Italia centro-meridionale del 1456. Venne ricostruito in stile rinascimentale l'anno seguente come residenza nobiliare e prese il nome di "Palazzo Ducale". L'edificio venne nuovamente distrutto durante il terremoto della Maiella del 1706 e ricostruito l'anno seguente. Il castello è composto da quattro corpi di fabbrica collegati a quattro torrioni quadrati agli angoli dell'edificio che delimitano un cortile centrale. La parte superiore dell'edificio è invece composta da pietre marroni. La costruzione ha un basamento a scarpa che arriva a circa metà altezza dell'edificio, dove un redondone separa la scarpa dalla parte superiore. Lungo il basamento sono presenti delle feritoie, mentre nella parte superiore delle mura si trovano delle finestre rettangolari contornate da cornici decorate. Il torrione meridionale presenta dei merli ghibellini. La facciata di sud-est ospita il portale d'ingresso, caratterizzato da un arco a sesto acuto sorretto da capitelli di stile rinascimentale. Alla sinistra del portale d'ingresso si trova una rampa di scale, mentre alla destra c'è un piano inclinato dedicato alle carrozze.

### Altro
Monumento ai Caduti
Il monumento è una statua in bronzo su base in travertino realizzata da Torquato Tamagnini posta davanti a Largo Enrico Berlinguer. Eretto in onore dei caduti toccolani nella prima guerra mondiale, risale al 1923. Dall'ottobre 1960 è dedicato anche ai caduti toccolani dalle guerre italiane combattute dal 1935 al 1945
Parco eolico
Nel paese è presente un impianto di produzione di energia eolica. Nel solo 2009 il surplus di produzione di energetica prodotta ha comportato un guadagno per le casse comunali di circa 170.000 € permettendo la rimozione di alcune imposte locali. Questa politica ambientale è stata oggetto di un articolo da parte del New York Times. Nel 2018 è stato aggiunto un quinto aerogeneratore. La produzione totale è di 4 MW (800 kW per aerogeneratore).
Torre dell'orologio
Situata all'angolo tra via Oriolo e via della Corte, ha pianta quadrata e risale al basso medioevo, ma l'orologio è stato aggiunto nell'Ottocento. La costruzione conserva la parte sommitale, con le merlature alla ghibellina di coronamento; sul prospetto meridionale presenta una piccola apertura a finestra, sul prospetto occidentale vi è solo l'ingresso ad arco. L'orologio è tuttora funzionante ed è provvisto di campane che scandiscono le ore e i quarti d'ora.
Porta della Croce
Situata in Via Cavour è l'unica porta superstite delle mura medievali. Ha un arco a sesto acuto incluso in una cornice di pietra in ciottoli di fiume non lavorati. L'arco è sovrastato da una cornice marcapiano e da un timpano dall'andamento curvilineo, che si innalza nel punto centrale, che è un rifacimento del XVIII secolo.

### Aree naturali
Riserva naturale Monte Rotondo
Area naturale protetta di 1452 ettari situata all'interno del parco nazionale della Maiella, istituita nel 1982 coinvolge i territori di Tocco da Casauria insieme a Bussi sul Tirino, Castiglione a Casauria, Corfinio e Popoli Terme.

## Società

### Evoluzione demografica
Abitanti censiti

### Etnie e minoranze straniere
Gli stranieri censiti nel territorio comunale il 31 dicembre 2023 erano 149. La comunità più numerosa era quella proveniente dalla Macedonia del Nord con 93 cittadini residenti.

### Lingue e dialetti
Tocco fa parte dell'area linguistica abruzzese e più precisamente nell'area dov'è parlato il dialetto chietino (più precisamente il chietino occidentale) che abbraccia la fascia di territorio che va da Popoli Terme e la gola di Tremonti a sud del fiume Pescara fino al fiume Alento. Il dialetto toccolano presenta influenze del dialetto peligno e caratteri propri che lo distinguono da altri sotto dialetti e gerghi di paesi limitrofi.
Il dialetto toccolano, data la posizione geografica del centro, potrebbe essere definito una parlata di transizione tra quelle peligne e quelle dell'entroterra pescarese. Molto evidenti sono soprattutto i frangimenti vocalici e la metafonia "napoletana" anche da -o, fenomeni tipici dell'area peligna e riscontrabili anche ad es. a Popoli Terme e Pratola Peligna: tuttavia essi sono in uso ormai solo presso gli anziani, in quanto le generazioni più giovani hanno subito un sensibile influsso da parte delle zone dell'area metropolitana Pescara-Chieti.

## Cultura

### Istruzione

#### Biblioteche
- Biblioteca Comunale "Carlo Di Bartolomeo"[113].
- Biblioteca dell'Istituto scolastico "Alberto Manzi"[113].

#### Scuole

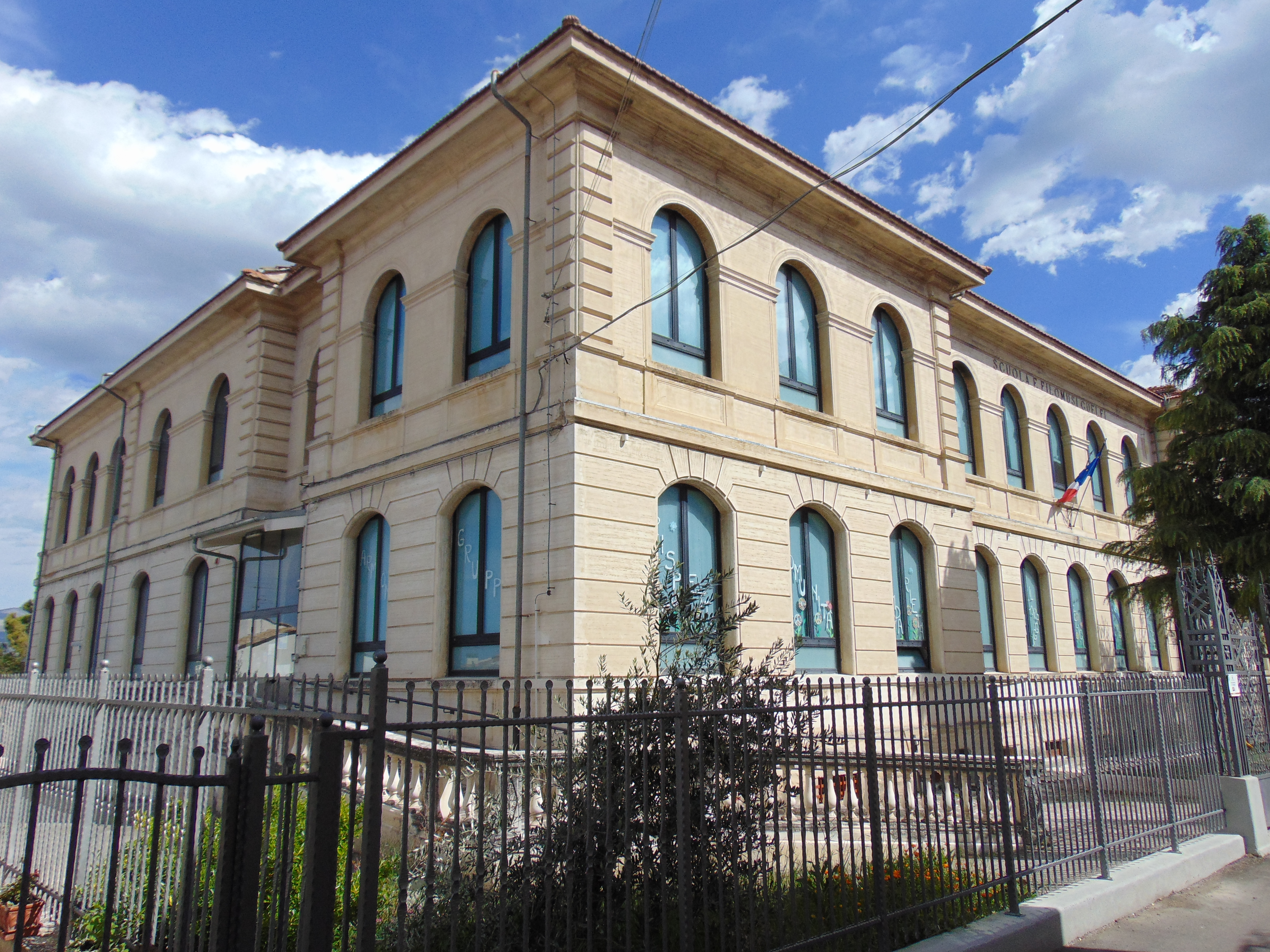
L'edificio scolastico del paese, la scuola Francesco Filomusi Guelfi

Nel territorio comunale sono presenti tre scuole: una scuola dell'infanzia, una scuola primaria e una scuola media.

#### Musei
- Casa Michetti: casa natale del pittore e fotografo toccolano Francesco Paolo Michetti[114].
- Museo civico "Pina di Roberto"[115].

### Teatro
- Teatro Michetti: è situato in Via Municipio all'interno del piano terra dell'ex municipio storico.

## Economia

### Agricoltura

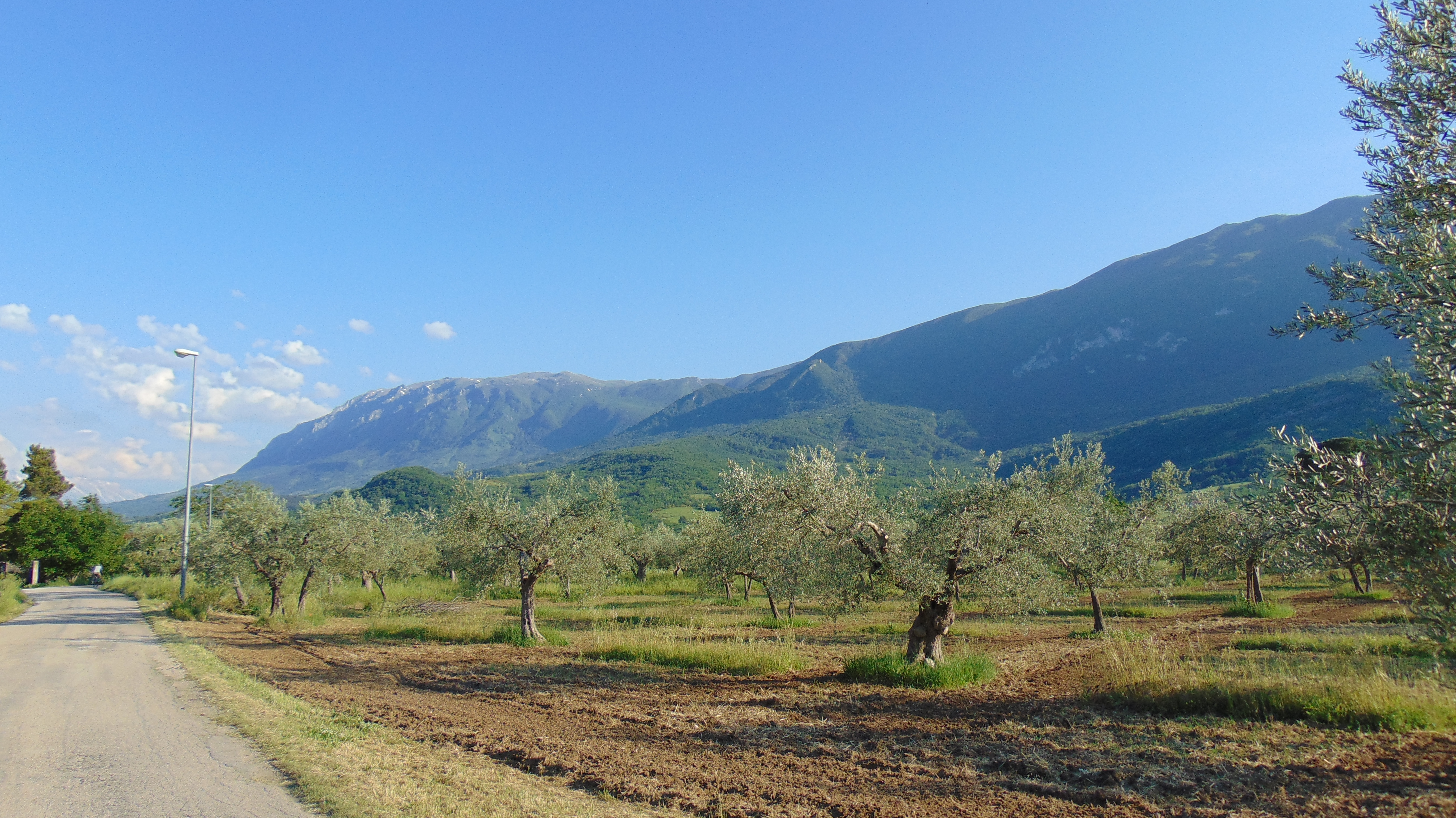
Oliveto toccolano

Si coltivano principalmente vite e ulivo per la produzione di vino e olio d'oliva.
È presente a Tocco la Toccolana, conosciuta anche come Police, che consiste in una cultivar di olivo autoctona della zona ed è la più coltivata sul territorio; viene usata per la produzione di olio d'oliva extravergine "Aprutino Pescarese" (DOP nella provincia di Pescara).
I vini prodotti nel territorio toccolano sono: Montepulciano d'Abruzzo, Cerasuolo, Chardonnay, Trebbiano, Pecorino e Passerina.

### Industria
Sul territorio comunale sono presenti alcune industrie tra cui la distilleria Toro, situata lungo la strada statale 5, che produce alcolici tra cui il centerbe, liquore tipico di Tocco.

## Infrastrutture e trasporti

### Strade
Il territorio di Tocco è attraversato dalla strada statale 5 Via Tiburtina Valeria, che è raccordata al centro del paese dalla Strada Provinciale 67.

### Ferrovie

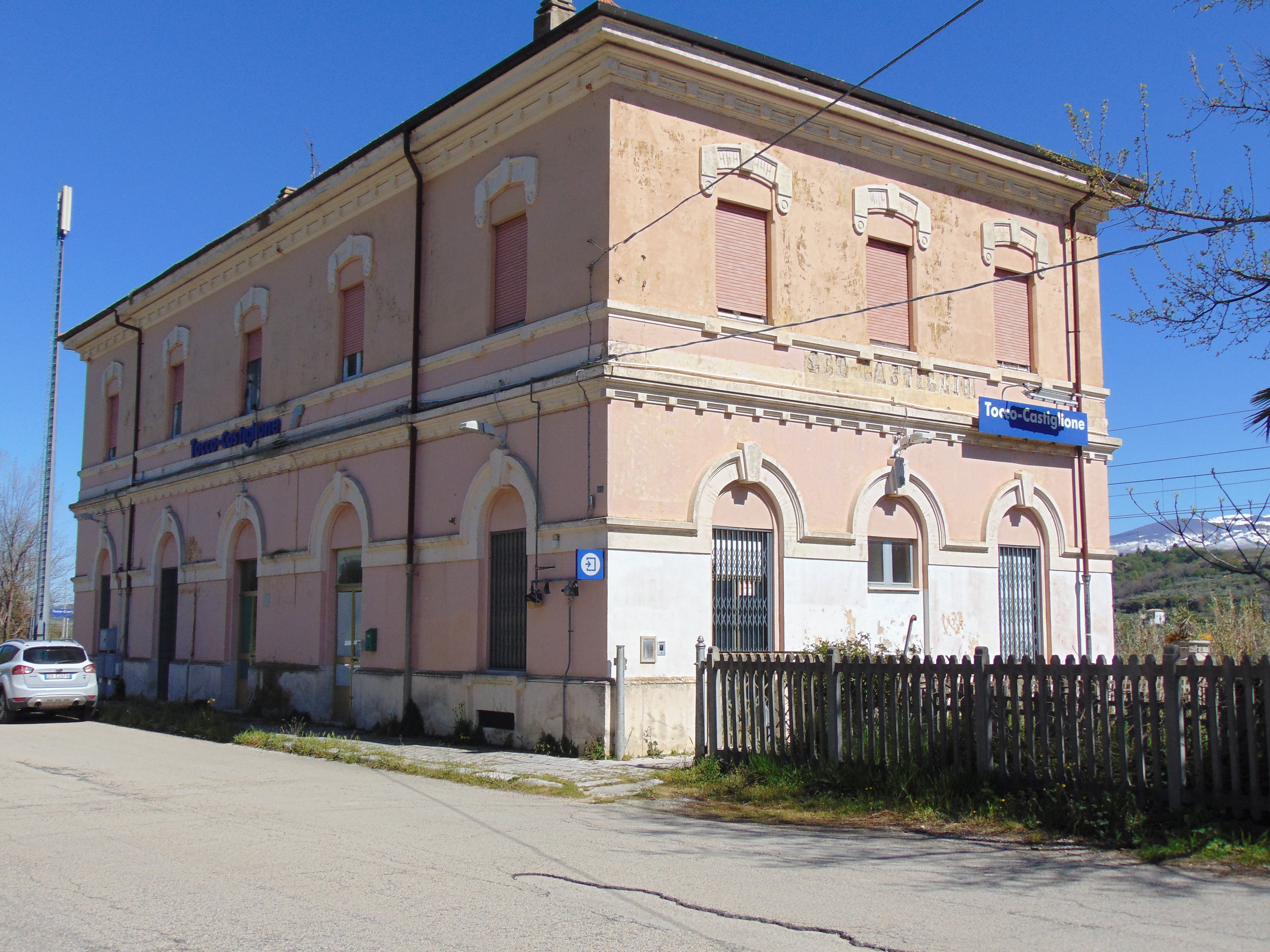
Ex stazione ferroviaria di Tocco-Castiglione

Il Comune era servito dalla stazione di Tocco-Castiglione risalente al 1894 e posta sulla ferrovia Roma-Sulmona-Pescara, ma inattiva dal 2016.

### Mobilità urbana
I trasporti interurbani di Tocco da Casauria vengono svolti con autoservizi di linea gestiti da TUA.

## Amministrazione

### Altre informazioni amministrative
Il comune di Tocco da Casauria fa parte della Comunità montana della Maiella e del Morrone.

## Sport
Si trova nel Comune la sede della Federazione Italiana Pickleball (FIPICK).

### Impianti Sportivi

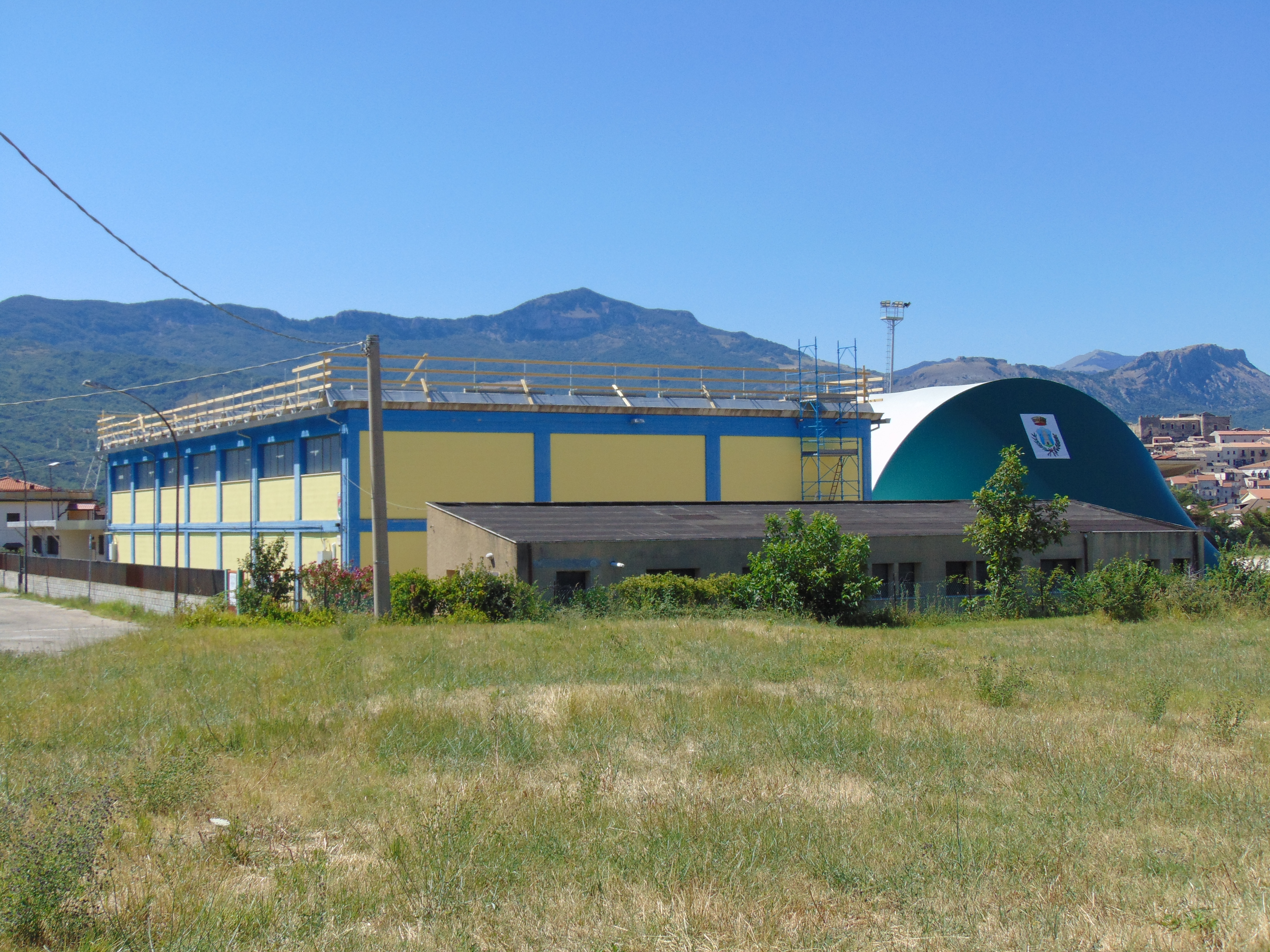
Impianto sportivo comunale "Pino Smarrelli"

- Impianto sportivo comunale "Pino Smarrelli"Impianto sportivo comunale "Pino Smarrelli", dotato di campo da calcio esterno con spalti, campo da calcio a 5 esterno, palestra interna e spogliatoi.